# Rivery
Rivery település Franciaországban, Somme megyében. Lakosainak száma 3609 fő (2022. január 1.). Rivery Allonville, Amiens és Camon községekkel határos.

## Népesség
A település népessége az elmúlt években az alábbi módon változott:
| Lakosok száma | 3437 | 3454 | 3592 | 3552 | 3576 | 3599 | 3623 | 3620 | 3609 |
|               | 2013 | 2015 | 2016 | 2017 | 2018 | 2019 | 2020 | 2021 | 2022 |